# Il cappellano del Diavolo
Il cappellano del Diavolo è una raccolta di saggi ed articoli del biologo e divulgatore scientifico britannico Richard Dawkins. La raccolta esce nel 2003, anche se gli articoli contenuti si riferiscono ad un arco di tempo di più di 20 anni.

## Titolo
Il titolo del libro si rifà ad un passo di una lettera di Charles Darwin scritta al suo amico Hooker il 13 luglio 1856: «Che libro potrebbe mai scrivere un cappellano del Diavolo sulle goffaggini, gli sprechi, l'orrenda crudeltà della natura».

## Contenuto
La raccolta di saggi (divisibili in articoli di giornali, lettere, obituari, elogi funebri, prefazioni e recensioni di volumi) contiene variegate riflessioni su svariati argomenti, dal darwinismo alla religione e all'influsso che essa ha sulla società moderna, passando per medicine alternative e pseudoscienze, lo specismo e l'etica in generale, i meme, il suo rapporto (personale e accademico) con Douglas Adams, Stephen Jay Gould e altre personalità scientifiche, il postmodernismo, il concetto di verità e il suo rapporto (personale e umano) con l'Africa, il tutto sempre in chiave evoluzionista. Ne esce un quadro completo di una delle più brillanti menti scientifiche odierne, capace di discutere di molti difficili argomenti in maniera scorrevole e comprensibile ma mai banale.

## Capitoli
Fra parentesi il nome del giornale o rivista e la data in cui è apparso la prima volta l'articolo.
- 1. Scienza e sensibilità
  - Il cappellano del Diavolo
  - Che cos'è la verità? (Forbes ASAP, 2 ottobre 2000)
  - I gap nella mente (Il progetto grande scimmia, 1994)
  - Scienza, genetica ed etica: promemoria per Tony Blair
  - La parola ai giurati (The Observer, 16 novembre 1997)
  - Verità cristallina e sfere di cristallo (Sunday Telegraph, 18 ottobre 1998)
  - Il postmodernismo messo a nudo (Nature, 9 luglio 1998)
  - La gioia di vivere pericolosamente: Sanderson di Oundle (The Guardian, 6 luglio 2002)
- 2. Si farà luce
  - Si farà luce (prefazione all'edizione scolastica 2002 de L'origine dell'uomo di Charles Darwin)
  - Il trionfo di Darwin (Man and Beast Revisited, 1991)
  - La "sfida dell'informazione" (The Skeptic, dicembre 1998)
  - I geni non sono noi (Daily Telegraph, 17 luglio 1993)
  - Figlio della legge di Moore (I prossimi cinquant'anni, 2002)
- 3. Infettare la mente
  - Giunca cinese e bisbigli cinesi (prefazione edizione 2002 de La macchina dei memi)
  - Virus della mente (Dennett and His Critics, 1993)
  - La grande convergenza (Forbes ASAP, 4 ottobre 1999)
  - Dolly e le teste di stoffa (The Independent, 8 marzo 1997)
  - È ora di alzarsi in piedi (Freethought Today, 2001)
- 4. Mi hanno detto, Eraclito
  - Obituario di Douglas (The Guardian, 14 maggio 2001)
  - Elogio di Douglas Adams (17 settembre 2001)
  - Elogio di W.D. Hamilton (1º luglio 2000)
  - Olio di serpente (prefazione a Snake Oil, 2001)
- 5. Perfino le truppe toscane
  - Esultanza nella natura multiforme (Nature, novembre 1978)
  - L'arte dello sviluppabile (1982)
  - Hallucigenia, Wiwaxia e amici (Sunday Telegraph, 25 febbraio 1990)
  - Sciovinismo umano e progresso evolutivo (Evolution, 3 giugno 1997)
  - Corrispondenza incompiuta con un peso massimo darwiniano (lettera a Stephen Jay Gould)
- 6. Vi è tutta l'Africa con le sue meraviglie dentro di noi
  - Ecologia dei geni (2000)
  - Dall'anima dell'Africa (Financial Times, 9 maggio 1998)
  - Parlo dell'Africa e di gioie dorate (2001)
  - Eroi e antenati (Sunday Times, 31 dicembre 1995)
- 7. Una preghiera per mia figlia
  - Buone e cattive ragioni per credere (How Things Are, 1995)

## Errori e fallacie logiche
- Nel capitolo Scienza, genetica ed etica: promemoria per Tony Blair l'autore sostiene, con un ragionamento logico ben rigoroso, che la scienza non può dire cosa è eticamente giusto, ma può asserire che una persona contraria all'aborto dovrebbe essere anche antispecista, e considerare la vita di un primate non inferiore a quella di un essere umano.[2] Dawkins sembra però non accorgersi che il ragionamento può essere logicamente ribaltato, di conseguenza una persona antispecista come lui dovrebbe essere contraria all'aborto, scelta che invece lui sostiene convintamente[3].

## Edizioni
- Richard Dawkins, Il cappellano del Diavolo, traduzione di Elisa Faravelli e Telmo Pievani, collana Scienza e Idee, Raffaello Cortina Editore, 2004,  p. 348, ISBN 88-7078-908-X.